# Grit Slaby
Grit Slaby (* 18. Mai 1965 in Borna, DDR) ist eine ehemalige deutsche Schwimmerin, die für die DDR startete.

## DDR-Meisterschaften
Slaby nahm für den SC DHfK Leipzig mehrfach an den DDR-Meisterschaften im Schwimmen teil, wo sie 1980 über 200 Meter Brust und 200 Meter Lagen jeweils den dritten Platz belegte.
1981 errang sie den zweiten Platz über 200 Meter Brust sowie jeweils einen dritten Platz über 200 und 400 Meter Lagen.
1982 erreichte sie über 100 und 200 Meter Brust sowie 400 Meter Lagen jeweils einen dritten Rang.
Während sie ihre Zeiten 1981 gegenüber dem Vorjahr verbessern konnte (bei 200 Meter Brust war sie viereinhalb Sekunden schneller und bei 200 Meter Lagen etwa drei), war sie 1982 wieder langsamer (bei 200 Meter Brust drei Sekunden langsamer als 1981 und bei 400 Meter Lagen zweieinhalb Sekunden).

## Olympia
Höhepunkt ihrer sportlichen Laufbahn war die Teilnahme für die DDR an den Olympischen Sommerspielen von 1980 in Moskau. Über 400 Meter Lagen erreichte sie den undankbaren vierten Platz mit einem Rückstand von 0,37 Sekunden auf die Polin Agnieszka Czopek, wodurch sie die Bronzemedaille verpasste.
Ihre Zeit betrug 4:48,54 Minuten, die sie bei den DDR-Meisterschaften von 1981 um fast eine Sekunde unterbot (4:47,62), was zu Bronze gereicht hätte.

## Trivia
Ihr Vater Horst Slaby war ein Fußballspieler, der mit dem sogenannten „Rest von Leipzig“ in der Saison 1963/64 überraschend die Fußballmeisterschaft der DDR gewonnen hatte.